# Joseph Benzacar
Joseph Benzacar, né le 17 novembre 1862 à Bordeaux, mort en déportation à Auschwitz le 25 mai 1944, est un professeur des universités français de sciences économiques.

## Biographie
Joseph Benzacar naît à Bordeaux en 1862, d'un père rentier, au sein une famille israélite française, installée à Bordeaux dès 1781, d'origine portugaise. Il a un frère, Nathaniel Aaron Benzacar, né le 10 juin 1870, à Bordeaux.
Joseph Benzacar est bachelier à 20 ans, titulaire du baccalauréat ès sciences en 1882 et du baccalauréat ès lettres en 1883. En 1886, il est licencié en droit en 1886 de la Faculté de droit de Bordeaux.
Fort de ce diplôme, il s'inscrit au barreau de Bordeaux dès 1887, barreau qu'il ne quittera qu'en 1922.
Il poursuit ses études juridiques en parallèle et, le 27 mars 1890, il obtient le grade universitaire de docteur en droit de l'université de Bordeaux. Il soutient deux thèses de doctorat : « De la bonne foi : ses effets sur les contrats du premier au sixième siècle de l'Empire en droit romain » et « Les accidents du travail manuel dans le louage de services en droit français ».
Il poursuit son activité d'avocat et, à partir de 1895, il est chargé d'un cours d'économie politique à la Faculté de Bordeaux.
Il présente et réussit le concours de l'agrégation en 1897 et se trouve nommé professeur à Bordeaux où il commence sa carrière qui durera 37 ans. Il commence par enseigner le droit criminel,  la législation coloniale et la science financière, puis se spécialise et devient l’un des premiers enseignants spécialistes en économie, à une époque où l'agrégation est encore généraliste et où chaque professeur peut encore enseigner la matière de son choix. 
Il prend sa retraite le 17 novembre 1932 mais son service est prolongé jusqu'au 30 septembre 1933.
Sur un plan personnel, il se marie une première fois le 22 novembre 1898 avec Marguerite-Clotilde Kraemer. Leur union, jusqu'en 1905, leur donnera 3 enfants dont Joseph Benzacar obtiendra la garde exclusive lors du divorce. Trois ans plus tard, il se marie une seconde fois, le 28 septembre 1908, avec Juliette Esther Bernheim, morte en déportation. Ils ont un enfant, Pierre Benzacar, qui exerce comme avocat à Bordeaux.
Joseph Benzacar connaît les deux conflits mondiaux. Pendant la Première Guerre mondiale, déjà âgé de 52 ans, il est réformé mais il souhaite  servir son pays, en donnant des conférences dans la région sur les emprunts de guerre et la remise d'or à la Banque de France. La Seconde Guerre mondiale lui est fatale. Alors qu'il est professeur d'université et adjoint au maire de Bordeaux, du fait de sa religion juive, il est persécuté, spolié, déchu de son mandat municipal en 1940 et tué en déportation avec une partie de sa famille en 1944.

### Activités et fonctions académiques
Étudiant, Joseph Benzacar est cofondateur puis premier président de l'Association générale des étudiants.
Dans le cadre de son activité académique, en plus de ses enseignements, il est directeur de l'Institut d'études et de documentation économiques et sociales de la Faculté de droit, et vice-président de l'Institut colonial.
Actif dans le domaine des recherches historiques en économie et dans les publications scientifiques, il est président de la Société de l'histoire de Bordeaux, membre du Comité des travaux historiques, secrétaire du Comité local de publication des documents de la Révolution et vice-président de la Société d'économie politique. Il participe par ailleurs à la création de la Revue de la Société de l'histoire de Bordeaux ainsi que de la Revue économique de Bordeaux qu'il dirige également.

### Enseignement et recherche
Joseph Benzacar est un tenant de l'école de pensée de Charles Gide. Son enseignement et ses recherches portent principalement sur l'économie financière et l'économie politique. Il enseigne principalement l'économie politique, la science financière, la législation industrielle et la législation coloniale.
Économiste et historien, ses travaux de recherche concernent l'histoire économique et sociale de la ville de Bordeaux à laquelle il est très attaché, notamment les subsistances à Bordeaux (1905), la vente des biens nationaux en Gironde, l'administration de l'intendant Tourny, la démographie bordelaise, les finances et l'activité économique de la ville,,, l'activité économique du port de Bordeaux, le droit des vins de Bordeaux, l'historiographie bordelaise, etc..

### Activités politiques et sociales
Joseph Benzacar est engagé dans le domaine social en tant qu'administrateur du Bureau de bienfaisance de Bordeaux et membre la Commission départementale d'action économique et du coût de la vie.
Militant du Parti radical-socialiste, il prend part à la vie politique bordelaise dont il devient une figure notable. Bien qu'il se présente sans succès aux élections législatives de 1914, c'est après une première candidature aux élections municipales de 1912 qu'il est élu au conseil municipal en 1925. Il conserve son mandat sans discontinuer de 1925 à 1938. Il participe à l'action municipale en tant qu'adjoint au maire, Adrien Marquet, chargé de l'état civil et du contentieux pendant ces 13 années.
Cet engagement pour la ville de Bordeaux ne le protège pas : son activité politique se termine en octobre 1940 avec les persécutions. Il est déchu de son mandat municipal par la loi portant statut juif du 3 octobre 1940.

### Persécutions antisémites pendant la Seconde Guerre mondiale
En octobre 1940, la déchéance de son mandat municipal est une première conséquence des persécutions des Juifs en France pendant cette période. L'occupation nazie aboutit à la réquisition de son domicile, au sein duquel seules deux pièces lui sont laissées. En 1942, son compte bancaire est bloqué et saisi.
À l'âge de 81 ans, le 6 février 1944, Joseph Benzacar est arrêté avec son épouse Juliette Esther Benzacar, née Bernheim (63 ans), née le 25 octobre 1881 à Eauxvives, son frère Nathaniel Aaron Benzacar (74 ans) et sa belle-sœur Emma Hélena Benzacar, née Molina (62 ans), née le 7 mars 1887 à Bordeaux. La dernière adresse de Joseph et Juliette Benzacar est au 29 rue Emile Fourcaud à Bordeaux et celle de Nathaniel et Emma Benzacar est au 104 cours d'Alsace Lorraine à Bordeaux.
Ils sont enfermés à Bordeaux, puis déplacés à Mérignac. Le 13 mai 1944, ils sont transférés de Bordeaux au camp de Drancy. Le 20 mai 1944, ils quittent Drancy pour le camp d'extermination nazi d'Auschwitz par le convoi de déportation n°74.
Ils trouvent la mort à Auschwitz où ils sont gazés dès leur arrivée le 25 mai 1944.
Tous les quatre sont déclarés morts en déportation en application de la loi n°85-528 du 15 mai 1985 sur les actes et jugements déclaratifs de décès des personnes mortes en déportation. La mention est portée sur leur état-civil,.

## Distinctions
- Chevalier de la Légion d'honneur (1931)
- Officier des Palmes Académiques (13 juillet 1903)
- Officier de l'Instruction publique (13 juillet 1908)[23]

## Hommage
- La ville de Bordeaux donne, en 1951, à une rue de Bordeaux le nom de rue du Professeur Benzacar[23].
- Un amphithéâtre de la Faculté de droit de Bordeaux reçoit le nom de Joseph Benzacar le 4 juillet 2017[23].
- Deux « pavés de mémoire » sont posés, le 30 mai 2024, au 27 rue Émile Fourcand, à Bordeaux, à côté du Palais Gallien, dernier lieu de vie de Joseph et Juliette Esther Benzacar[24].

## Œuvres
- Les accidents du travail manuel dans le louage de services, Paris, Larose et Forcel, 1890, 247 p. (lire en ligne)
- Le Créateur d'une science nouvelle au XVIIIe siècle, François Quesnay. (conférence faite en l'assemblée générale de la Société d'économie politique de Bordeaux, le 29 avril 1896 ), Bordeaux, G. Gounouilhou, 1896
- Le Pain à Bordeaux (XVIIIe siècle), Bordeaux, impr. de G. Gounouilhou, 1905, 122 p.
- « Les Jeux de hasard à Bordeaux (1701-1789) », Extrait de la Revue philosophique de Bordeaux et du Sud-Ouest, Bordeaux, G. Gounouilhou,‎ 1er mai 1905
- Enquête sur la banque royale de Law dans l'élection de Bordeaux. Extrait du Bulletin des sciences économiques et sociales du Comité des travaux historiques et scientifiques, Paris, Impr. nationale, 1909, 24 p.
- Éclaircissements sur les finances de Bordeaux (XVIIIe siècle. 1701-mai 1791). Première partie. Impositions locales. (Extrait de la Revue historique de Bordeaux et du département de la Gironde, n° 1, 3, 5 et 6, 1916 ; nos 2, 4 et 6, 1917), Bordeaux, impr. de Gounouilhou, 1918, 99 p.